# 1898 en sport automobile
Chronologie du Sport automobile
1897 en sport automobile - 1898 en sport automobile - 1899 en sport automobile
Les faits marquants de l'année 1898 en Sport automobile

## Par mois

### Mars
- 6 - 7 mars : course automobile entre Marseille et Nice remportée par Fernand Charron sur une Panhard.

### Mai
- 1er mai : course automobile de Périgueux (171,8 km). Leys s’impose sur une Panhard.
- 11 - 12 mai : course automobile entre Bordeaux et Paris. René de Knyff s’impose sur une Panhard.

### Juillet
- 7 - 13 juillet : première édition de la course automobile Paris-Amsterdam-Paris. Fernand Charron s’impose sur une Panhard. (25 concurrents).

### Août
- 21 août : course automobile entre Bordeaux et Biarritz. Loysel s’impose sur une Bollée.

### Décembre
- 18 décembre : premier record de vitesse automobile officiel : 63,154 km/h à Achères par Gaston de Chasseloup-Laubat sur une Jeantaud.

## Naissances
- 9 juin : Luigi Fagioli, pilote de Formule 1 ayant courut 7 Grands Prix entre 1950 et 1951.
- 18 février : Enzo Ferrari, pilote automobile et  industriel italien. Fondateur en 1929 de la Scuderia Ferrari. († 14 août 1988)
- 3 juillet : Donald Healey, pilote de rallye anglais, († 13 janvier 1988).
- 18 août : Clemente Biondetti, pilote automobile italien. († 24 février 1955).
- 28 octobre : Dimitri Djordjadze, géorgien dont la famille membre de dynastie régnante était originaire de Tbilissi, occasionnellement un pilote automobile de courses sur voitures de sport au début des années 1930. († 26 octobre 1985).